# Džara
La Džara, D'ara o Djara (in russo Джара?, Дьара, Дяра) è un fiume della Russia, affluente di destra della Kukusunda (bacino idrografico della Arga-Sala, tributario dell'Olenëk), che scorre nella parte settentrionale della Siberia Orientale, nella Sacha (Jacuzia).
Il fiume ha origine e scorre per tutto il suo corso in una regione modestamente rilevata nella parte nord-orientale dell'altopiano della Siberia centrale in direzione prevalentemente orientale. Gela dalla prima metà di ottobre, sino a fine maggio - inizio giugno. Il più grande affluente sulla sinistra è il Sëngju (122 km).